# Михайлівка (Кобеляцький район)
Михайлівка — колишнє село в Україні, у Кобеляцькому районі Полтавської області. Орган місцевого самоврядування — Кіровська сільська рада.
На місці майбутнього села Михайлівка на 3-версній карті 1860-70-х років позначено хутір Олексенки (Паливоди) (у оригіналі, на карті, адже вони тоді укладалися виключно російською мовою, назви спотворено -  Алексинки (Поливады)). 
На карті 1989 р. населення не вказане, село мало вигляд 2 окремо розташованих дворів.
Зняте з обліку Рішенням Полтавської обласної ради 28 лютого 1995 року.